# Torralba
Torralba là một đô thị (comune) ở tỉnh Sassari, vùng Sardinia của Ý. Đô thị Torralba có diện tích km², dân số thời điểm 31 tháng 5 năm 2005 là người.
Torralba có diện tích km², dân số theo ước tính năm 2005 của Viện thống kê quốc gia Ý là người. 
Các đơn vị dân cư:
Đô thị Torralba giáp với các đô thị: